# Los Angeles Clippers 2014-2015
La stagione 2014-15 dei Los Angeles Clippers fu la 45ª nella NBA per la franchigia.
I Los Angeles Clippers arrivarono secondi nella Pacific Division della Western Conference con un record di 56-26. Nei play-off vinsero il primo turno con i San Antonio Spurs (4-3), perdendo poi la semifinale di conference con gli Houston Rockets (4-3).

## Scelta draft
| Giro | Chiamata | Giocatore   | Ruolo | Nazionalità | College/Club       |
| ---- | -------- | ----------- | ----- | ----------- | ------------------ |
| 1    | 28       | C.J. Wilcox | G     | Stati Uniti | Washington Huskies |

## Roster
| N° | Naz.                   | Ruolo | Sportivo              | Anno | Alt. | Peso |
| -- | ---------------------- | ----- | --------------------- | ---- | ---- | ---- |
| 0  | Stati Uniti (bandiera) | A     | Glen Davis            | 1986 | 206  | 131  |
| 1  | Stati Uniti (bandiera) | G     | Jordan Farmar         | 1986 | 188  | 81   |
| 1  | Stati Uniti (bandiera) | A     | Jordan Hamilton       | 1990 | 201  | 100  |
| 3  | Stati Uniti (bandiera) | G     | Chris Paul            | 1985 | 183  | 79   |
| 4  | Stati Uniti (bandiera) | G     | J.J. Redick           | 1984 | 193  | 86   |
| 6  | Stati Uniti (bandiera) | C     | DeAndre Jordan        | 1988 | 211  | 113  |
| 8  | Stati Uniti (bandiera) | G     | Nate Robinson         | 1984 | 175  | 82   |
| 9  | Stati Uniti (bandiera) | G     | Jared Cunningham      | 1991 | 193  | 88   |
| 10 | Stati Uniti (bandiera) | C     | Spencer Hawes         | 1988 | 216  | 111  |
| 11 | Stati Uniti (bandiera) | G     | Jamal Crawford        | 1980 | 198  | 84   |
| 13 | Stati Uniti (bandiera) | C     | Ekpe Udoh             | 1987 | 208  | 109  |
| 14 | Stati Uniti (bandiera) | G     | Chris Douglas-Roberts | 1987 | 201  | 91   |
| 14 | Stati Uniti (bandiera) | G     | Lester Hudson         | 1984 | 191  | 86   |
| 15 | Turchia (bandiera)     | A     | Hidayet Türkoğlu      | 1979 | 208  | 100  |
| 22 | Stati Uniti (bandiera) | A     | Matt Barnes           | 1980 | 201  | 107  |
| 25 | Stati Uniti (bandiera) | A     | Reggie Bullock        | 1991 | 201  | 93   |
| 25 | Stati Uniti (bandiera) | G     | Austin Rivers         | 1992 | 193  | 91   |
| 30 | Stati Uniti (bandiera) | G     | C.J. Wilcox           | 1990 | 196  | 91   |
| 31 | Stati Uniti (bandiera) | A     | Dahntay Jones         | 1980 | 198  | 95   |
| 32 | Stati Uniti (bandiera) | A     | Blake Griffin         | 1989 | 208  | 114  |

## Staff tecnico
- Allenatore: Doc Rivers
- Vice-allenatori: Sam Cassell, Lawrence Frank, Armond Hill, Brendan O'Connor, Mike Woodson, Bob Thate
- Vice-allenatori per lo sviluppo dei giocatori: Dave Severns, J.P. Clark
- Preparatore atletico: Jasen Powell
- Assistente preparatore: Joe Resendez